# Penates
Na mitologia romana, os penates eram os deuses do lar, adorados tanto pelos romanos quanto pelos etruscos. Os penates eram deuses responsáveis pelo bem-estar e a prosperidade das famílias. O próprio nome penates vem da palavra penus (despensa). Isto por que os bens, a despensa, da família eram consagrados a eles. Os chefes de família eram os sacerdotes dos penates de sua própria casa .
O culto aos penates era ligado a Vesta e aos lares. Eles eram adorados no seio da família onde compartilhavam o altar da deusa Vesta localizado no centro da casa. A eles eram oferecidas suas partes nas refeições diárias. Cada família romana adorava dois penates e quando uma família viajava, transportava consigo os seus penates.
Os penates não tinham nomes individuais, sendo conhecidos apenas pelo seu nome genérico. Eles estavam associados aos Lares, outra espécie de divindade doméstica. No altar doméstico, a imagem do Lar era colocada entre as imagens dos dois penates.
Na casas em Pompeia, o relicário com as três figuras ficava às vezes na cozinha, às vezes nas salas. No final do Império Romano, ele era colocado atrás da porta de entrada da casa e uma vela ou lamparina ficava queimando diante da imagem. Quando o cristianismo tornou-se a religião oficial do império, a adoração aos penates e aos lares foram proibidas pelo imperador Teodósio I. 
Os antigos romanos reuniam a família e os escravos e ofereciam um sacrifício matinal ao deuses familiares. Antes das refeições, a bênção dos deuses era pedida. Depois da refeição e antes da sobremesa, a família fazia um período de silêncio e uma pequena porção de comida era colocada no altar dos penates e queimada.
Nas festividades especiais romanas, nos aniversários, casamentos e retornos seguros de viagens, as imagens recebiam coroas e lhes eram oferecidos bolos, mel, vinho, incenso e às vezes um porco.
Assim como as famílias, o Estado romano também tinha seus penates públicos . 